# Serata banale
Serata banale è un singolo del cantautore italiano Mameli, pubblicato il 29 novembre 2019.

## Tracce
Testi di Mario Castiglione, Dario Torrisi, musiche di Mario Castiglione, Ivan Rossi.
1. Serata banale – 3:03